# Tomislav Nikolić
Tomislav Nikolić, cyr. Томислав Николић (ur. 15 lutego 1952 w Kragujevacu) – serbski polityk, od 2012 do 2017 prezydent Serbii. Wicepremier Serbii i Jugosławii, przewodniczący Zgromadzenia Narodowego, założyciel Serbskiej Partii Postępowej.

## Życiorys
Ukończył średnią szkołę techniczną, podjął studia prawnicze, które przerwał z uwagi na pracę zawodową. W 2006 został absolwentem Wydziału Zarządzania Uniwersytetu w Nowym Sadzie, a w 2011 na tej samej uczelni uzyskał magisterium. Od 1971 pracował m.in. w firmie budowlanej „Žegrap” oraz jako kierownik inwestycji w przedsiębiorstwie „22. decembar”.
Na początku lat 90. zaangażował się w działalność polityczną. Został wiceprezesem Ludowej Partii Radykalnej z Kragujevaca. W 1991 z jego inicjatywy ugrupowanie to połączyło się z Serbską Partią Radykalną (SRS) Vojislava Šešelja, w której również objął funkcję wiceprezesa. Wykonywał ją nieprzerwanie do 2008, od 2003 faktycznie kierując partią w związku z aresztowaniem i ekstradycją prezesa SRS oraz jego procesem przed Międzynarodowym Trybunałem Karnym dla byłej Jugosławii.
Od 1992 do 2012 w każdych kolejnych wyborach uzyskiwał mandat posła do Zgromadzenia Narodowego Republiki Serbii. W 1995 za działalność polityczną skazany na karę 2 miesięcy pozbawienia wolności, którą odbył w więzieniu w Gnjilane. W marcu 1998 po wejściu SRS do koalicji rządowej został powołany na wicepremiera. Podał się do dymisji w czerwcu 1999, jednakże sprawował ten urząd do listopada. Następnie został wicepremierem rządu federalnego. W 2000 wystartował w wyborach na urząd prezydenta Jugosławii, zajmując w nich trzecie miejsce (za liderem opozycji Vojislavem Koštunicą i przywódcą koalicyjnych socjalistów Slobodanem Miloševiciem).
W 2003 wystartował w wyborach na prezydenta Serbii. Zajął w nich 1. miejsce z wynikiem blisko 48% głosów, jednak wybory te z uwagi na zbyt niską frekwencję okazały się nieważne. W 2004 i w 2008 ponownie ubiegał się o prezydenturę. W obu przypadkach przegrywał w drugich turach z Borisem Tadiciem, uzyskując w nich odpowiednio 45% i 49% głosów. 8 maja 2007 został przewodniczącym Zgromadzenia Narodowego, ustąpił jednak już 13 maja tego samego roku, gdy jego ugrupowanie nie uzyskało większości rządowej.
W 2008 po konflikcie z formalnym przywódcą SRS odszedł z tej partii, wraz z około 20 deputowanymi założył nową frakcję parlamentarną, a następnie założył Serbską Partię Postępową, której został przewodniczącym. Nowe centroprawicowe ugrupowanie szybko zyskiwało poparcie w badaniach opinii publicznej. Formacja przyjęła umiarkowany i nowoczesny program, Tomislav Nikolić w 2009 opowiedział się za akcesją Serbii do Unii Europejskiej.
W 2012 koalicja skupiona wokół postępowców wygrała wybory parlamentarne. Tomislav Nikolić po raz kolejny wystartował natomiast w wyborach prezydenckich. W drugiej turze głosowania pokonał ubiegającego się o reelekcję Borisa Tadicia (49% do 47%). 31 maja 2012 został zaprzysiężony na urząd prezydenta. W 2013 w bośniackiej telewizji przeprosił za dokonaną przez Serbów masakrę w Srebrenicy.
W lutym 2017 Serbska Partia Postępowa zdecydowała się wystawić w kolejnych wyborach prezydenckich swojego lidera i urzędującego premiera Aleksandara Vučicia. Tomislav Nikolić początkowo rozważał po tej decyzji samodzielny start bez poparcia swojego macierzystego ugrupowania, ostatecznie ogłosił, że nie będzie ubiegał się o reelekcję. Zakończył urzędowanie 31 maja 2017.

## Życie prywatne
Tomislav Nikolić jest żonaty z Dragicą Nikolić, ma dwóch synów – Radomira i Branislava. Jest wiernym Serbskiej Cerkwi Prawosławnej. Zna języki angielski i rosyjski.

## Odznaczenia i wyróżnienia
Ordery i odznaczenia
- Wielki Łańcuch Orderu Makariosa III (Cypr, 2013)[12]
- Order „Za zasługi” I klasy (Ukraina, 2013)[13]
- Krzyż Wielki Order Zbawiciela (Grecja, 2013)[14]
- Order Sławy (Armenia, 2014)[15]
- Order José Martí (Kuba, 2015)[16]
- Narodowy Order Zasługi (Algieria, 2016)[17]
- Order „Przyjaźń” I klasy (Kazachstan, 2016)[18]
- Wielki Łańcuch Orderu Infanta Henryka (Portugalia, 2017)[19]
- Order Przyjaźni Narodów (Białoruś, 2017)[20]
- Order Przyjaźni (Rosja, 2017)[21]
- Wstęga Orderu Republiki Serbskiej (Republika Serbska, 2018)[22]

Honorowe obywatelstwa
- Čačaku (Serbia, 2013)[23]
- Trebinje (Republika Serbska, 2013)[24]
- Berane (Czarnogóra, 2015)[25]